# Rhinoraja
A Rhinoraja a porcos halak (Chondrichthyes) osztályának rájaalakúak (Rajiformes) rendjébe, ezen belül az Arhynchobatidae családjába tartozó nem.

## Tudnivalók
A Rhinoraja-fajok előfordulási területe kizárólag a Csendes-óceán északnyugati részére, azaz Észak-Japán és Oroszország közé eső vizekre korlátozódik.

## Rendszerezés
A nembe az alábbi 3 élő faj tartozik:
- Rhinoraja kujiensis (Tanaka, 1916)
- Rhinoraja longicauda Ishiyama, 1952
- Rhinoraja odai Ishiyama, 1958